# Oliver Wolcott
Pour les articles homonymes, voir Wolcott.
Oliver Wolcott (20 novembre 1726 – 1er décembre 1797) est un homme politique américain, gouverneur du Connecticut et signataire de la Déclaration d'indépendance des États-Unis et des Articles de la Confédération en tant que représentant du Connecticut.

## Biographie
Oliver Wolcott est né à Windsor dans le Connecticut, plus jeune des quatorze enfants du gouverneur royal Roger Wolcott. Il suit ses études au Yale College (aujourd'hui Université Yale), où il est diplômé en 1747. On lui donne le droit de lever une milice pour se battre dans la guerre de Sept Ans où il sert le Roi comme capitaine de cette unité à la frontière Nord. À la fin de la guerre, il étudie la médecine avant d'être nommé de 1751 à 1771 environ, shérif du comté de Litchfield qui vient d'être créé dans le Connecticut.
Il participe à la guerre d'indépendance américaine en tant que général de brigade et, ensuite, général de division dans la milice du Connecticut. Il est nommé commissaire des affaires indiennes par le Congrès continental et est élu au Congrès en 1775. En 1776, il devient sérieusement malade et ne signe la déclaration d'indépendance que quelque temps plus tard. Entre 1776 et 1778, il est engagé dans les Affaires militaires et siège de nouveau au Congrès de 1778 à 1784.
Il a de nouveau la charge de commissaire des affaires indiennes, puis est élu lieutenant-gouverneur du Connecticut en 1786, assumant ce poste jusqu'à la mort de Samuel Huntington en 1796, puis est réélu à cette fonction jusqu'à sa mort le 1er décembre 1797, à l'âge de 71 ans, à Farmington (Connecticut). Il est enterré au cimetière Est de Litchfiel (Connecticut). Il était passionné de poésie.

## Descendance
Son fils, Oliver Wolcott, Jr., fut Secrétaire du Trésor des États-Unis sous la présidence de George Washington, et également gouverneur du Connecticut.

## Héritage
La ville de Wolcott (Connecticut) fut nommée en son honneur et celui de son fils, Oliver Wolcott, Jr. Sa maison, à Litchfield, fut déclarée lieu historique national en 1971.

## Fonctions
- Shérif du comté de Litchfield : 1751-1771
- Commissaire des affaires indiennes : ????-????
- Congrès Continental : 1775-1776
- Affaires militaires : 1776-1778
- Congrès Continental : 1778-1784
- Commissaire des affaires indiennes : ????-????
- Lieutenant-gouverneur du Connecticut : 1786-1796